# 新河浦路
新河浦路（粵拼：san1 ho4 pou2 lou6）是中國廣東省廣州市越秀區（原东山区）的一条東西向馬路，地处新河浦地區，位于新河浦涌北岸。西起東湖路，東到美華路，全長1.2km，宽18米，1車道。

## 交汇道路
- 東湖路
- 東山大街
- 合群西路
- 恤孤院路、合群中路
- 培正新橫路
- 新河浦三橫路
- 新河浦二橫路
- 新河浦一橫路
- 美華路